# Бессонов, Николай Николаевич (епископ)
Никола́й Никола́евич Бессо́нов (Безсо́нов; в монашестве Ни́кон; 10 (22) июля 1868, Могилёвская губерния — 1919, Одесса) — снявший сан епископ Православной российской церкви; общественно-политический деятель Российской империи и Украины.

## Биография
Родился в 1871 году, по другим сведениям в 1868 году, в дворянской семье.
В 1891 году окончил Московский Константиновский межевой институт, после чего поступил в Московскую духовную академию.
2 декабря 1892 года, будучи студентом академии, был пострижен в монашество её ректором, архимандритом Антонием (Храповицким). 13 декабря того же года был рукоположён в сан иеродиакона. 22 августа 1895 года — в сан иеромонаха.
В 1895 году окончил Московскую духовную академию. Преподавал гомилетику, литургику в Новгородской духовной семинарии; с 1897 года — преподаватель философии, психологии, логики и дидактики в Могилёвской духовной семинарии.
С октября 1897 года заведующий Бийским миссионерским катехизаторским училищем на Алтае. С 1899 года — архимандрит; ректор Благовещенской, с 1901 года — Иркутской семинарий.
26 февраля 1906 года в Александро-Невской лавре был хиротонисан в сан епископа Балтского, викария Подольской епархии.
С 27 февраля 1909 года — епископ Кременецкий, первый викарий Волынской епархии.
В Кременце примкнул к черносотенному движению, возглавив «Почаево-Волынский Союз русского народа». Член Государственной думы Российской империи IV созыва от Волынской губернии, в которой критиковал деятельность правительства по крестьянскому вопросу, призывал дворянство отказаться от землевладения в пользу крестьян.
Из-за скандала 26 января 1913 года был переведён на Енисейскую кафедру (правящим архиереем), что лишало его возможности оставаться членом Государственной думы; однако, ему удалось добиться сохранения за собой депутатского звания.
Февральскую революцию встретил восторженно, провозгласив себя сторонником республики. В июле 1917 года снял с себя сан и монашество, мотивируя свой поступок тем, что епископский сан не удовлетворяет его религиозным идеалам и мешает быть искренним христианином.
12 августа 1917 года Святейший синод официально лишил Никона духовного сана, вернув в мирское состояние. В связи с этим Бессонов отправил председателю Государственной думы Михаилу Родзянко телеграмму: «Я снял с себя епископский сан и монашество. Отказавшись от духовного ведомства, я смогу всегда быть самым аккуратным членом Гос. Думы и участником её совещаний».
Женился на своей сожительнице (бывшей ученице подведомственного ему епархиального училища). Супружество длилось недолго: жена стала жертвой преступников, она была найдена в постели мертвой, с револьверной раной. Бессонов похоронил её в женском монастыре, положив на грудь покойницы свою панагию, знак архиерейского достоинства, в ноги — клобук, символ монашества.
В январе 1918 года занял пост главы созданного тогда же Департамента исповеданий при Министерстве внутренних дел Украинской Центральной рады. Назначение на этот пост расстриги-епископа с сомнительной репутацией вызвало негодование духовенства. На просьбу архиепископа Волынского Евлогия (Георгиевского) пожалеть Церковь и сместить министра-ренегата глава Рады Всеволод Голубович ответил отказом, сославшись на хорошую осведомлённость Бессонова в церковных делах.
Во времена гетманата Павла Скоропадского Бессонов смог пристроиться лишь на второстепенную должность в Министерстве образования и вынужден был «подзаработать» как публицист, в частности — готовя рецензии на театральные представления. Подписывал свои рецензии «бывший епископ Никон — Микола Бессонов».
Подробностей о том, как сложилась дальнейшая судьба бывшего епископа Никона, нет. Скончался предположительно в 1919 году в Одессе при невыясненных обстоятельствах. По другим сведениям переехал на Кубань, где проживал в начале 1920-х годов. В июле 1922 года в антирелигиозной газете «Наука и религия» появилась заметка, где сообщалось: «В Можайском уезде в Совхозе Симаково, находящемся в ведении геодезического полигона, заведующим состоят некто Бессонов, быв. архиерей».